# 赤藤庄次
赤藤 庄次（しゃくどう しょうじ、1893年（明治26年）9月10日 - 1969年（昭和44年）6月18日）は、日本の陸軍軍人。最終階級は陸軍少将。

## 経歴
兵庫県出身。農業・赤藤多一郎の二男として生まれる。姫路中学校（現兵庫県立姫路西高等学校）、大阪陸軍地方幼年学校、中央幼年学校を経て、1915年（大正4年）5月、陸軍士官学校（27期）を卒業。同年12月、歩兵少尉に任官し歩兵第21連隊付となる。
1919年（大正8年）5月、台湾歩兵第2連隊付となる。1913年（大正10年）3月、陸軍委託学生として東京外国語学校独逸語委託専科を修了した。同年6月、ベルリンに留学。1914年（大正11年）3月、仙台陸軍地方幼年学校教官に就任し、陸士教官、歩兵第21連隊中隊長を経て、1926年（大正15年）9月から1927年（昭和2年）6月まで、憲兵練習所に派遣された。1927年6月、兵科を憲兵科に転科し憲兵大尉に任じられ高崎憲兵分隊長に就任した。1928年（昭和3年）7月、第3師団司令部付となり、憲兵司令部付を務め、1933年（昭和8年）8月、憲兵少佐に進み新義州憲兵分隊長に就任。1936年（昭和11年）4月、支那駐屯憲兵隊分隊長（北京駐在）に発令され日中戦争に出征。1923年（昭和12年）8月、憲兵中佐に昇進。1927年（昭和12年）12月、陸軍憲兵学校教官となり、同教習隊長を務め、1929年（昭和14年）8月、憲兵大佐に進んだ。
1940年（昭和15年）3月、済南憲兵隊長に転じ、支那駐屯憲兵隊警務部長、北京憲兵隊長、熊本憲兵隊長、名古屋憲兵隊長を歴任し、1944年（昭和19年）8月、陸軍少将に進級して北部憲兵隊司令官に就任し、旭川で終戦を迎えた。1945年（昭和20年）12月、予備役に編入された。